# Mirabel (Espagne)
Pour les articles homonymes, voir Mirabel.
Mirabel est une commune de la province de Cáceres dans la communauté autonome d'Estrémadure en Espagne.